# Aleksandra Klejnowska
Aleksandra Jadwiga Klejnowska-Krzywańska (Lubin, 17 de diciembre de 1982) es un deportista polaco que compite en halterofilia.
Ganó una medalla de oro en el Campeonato Mundial de Halterofilia de 2001 y diez medallas en el Campeonato Europeo de Halterofilia entre los años 2000 y 2015.
Participó en cuatro Juegos Olímpicos de Verano, ocupando el quinto lugar en Sídney 2000, el quinto en Atenas 2004, el sexto en Pekín 2008 y el quinto en Londres 2012, las tres primeras veces en la categoría de 58 kg y la última en la de 53 kg.

## Palmarés internacional
| Campeonato Mundial | Campeonato Mundial          | Campeonato Mundial | Campeonato Mundial |
| Año                | Lugar                       | Medalla            | Categoría          |
| ------------------ | --------------------------- | ------------------ | ------------------ |
| 2001               | Antalya (Turquía)           | Medalla de oro     | 58 kg              |
| Campeonato Europeo |                             |                    |                    |
| Año                | Lugar                       | Medalla            | Categoría          |
| 2000               | Sofía (Bulgaria)            | Medalla de plata   | 58 kg              |
| 2001               | Trenčín (Eslovaquia)        | Medalla de oro     | 58 kg              |
| 2002               | Antalya (Turquía)           | Medalla de oro     | 58 kg              |
| 2004               | Kiev (Ucrania)              | Medalla de oro     | 58 kg              |
| 2005               | Sofía (Bulgaria)            | Medalla de plata   | 58 kg              |
| 2006               | Władysławowo (Polonia)      | Medalla de bronce  | 58 kg              |
| 2007               | Estrasburgo (Francia)       | Medalla de bronce  | 58 kg              |
| 2008               | Lignano Sabbiadoro (Italia) | Medalla de oro     | 58 kg              |
| 2011               | Kazán (Rusia)               | Medalla de bronce  | 58 kg              |
| 2015               | Tiflis (Georgia)            | Medalla de bronce  | 58 kg              |